# Clusia fluminensis
Clusia fluminensis, também conhecido como abaneiro, abano, manga-da-praia, mangue-bravo e mangue-da-praia, é uma espécie da família Clusiaceae (anterior Guttiferae). Costuma ser utilizada como planta ornamental devido à beleza de suas folhas arredondadas e flores. Sua casca, pelo alto teor de tanino, é usada em curtumes.
É endêmica do Brasil, especialmente da região litorânea dos estados de São Paulo e Rio de Janeiro.